# Vils (Danube)
La Vils est une rivière allemande de 62 km de long qui coule dans le land de la Bavière. Elle est un affluent en rive droite du Danube.

## Géographie
Elle se forme à la confluence de la Kleine Vils et de la Große Vils à Gerzen, ce qui porte sa plus grande longueur à 109 km. Elle coule dans une région rurale et traverse les petites villes de Aham, Frontenhausen, Marklkofen, Reisbach, Eichendorf et Aldersbach. Elle se jette dans le Danube à Vilshofen an der Donau.